# Кортале
Корта̀ле (на италиански: Cortale) е село и община в Южна Италия, провинция Катандзаро, регион Калабрия. Разположено е на 410 m надморска височина. Населението на общината е 2166 души (към 2013 г.).